# Psechrus elachys
Espèce
Psechrus elachys est une espèce d'araignées aranéomorphes de la famille des Psechridae.

## Distribution
Cette espèce est endémique de la province de Satun en Thaïlande,. Elle a été découverte dans le parc national Thale Ban

## Publication originale
- Bayer, 2012 : The lace-sheet-weavers--a long story (Araneae: Psechridae: Psechrus). Zootaxa, no 3379, p. 1-170.